# Systemair
Systemair (по-русски произносится Системэ́ир) — шведская компания по производству вентиляторов, ведущая свою деятельность в 50 странах Европы, в Азии, Северной Америке и Австралии.
На протяжении 16 лет Systemair присваивается высший кредитный рейтинг AAA. С 2007 года акции компании торгуются на Стокгольмской фондовой бирже и входят в состав индекса OMX Stockholm PI. В 2018-2019 финансовом году продажи компании составили 830 млн.евро.

## История

### Истоки
Компания Systemair была основана под именем L.H.G. Kanalfläkt AB в 1974 г. по инициативе Геральда Энгстрема и двух его коллег. Идея бизнеса состояла в производстве канальных вентиляторов круглого сечения, упрощающих установку вентиляторов в вентиляционные системы. Производство началось небольшими объёмами на заводе в Скинскаттеберге. И уже с самого начала экспортные продажи превысили 50 % от общего объёма продаж благодаря успешной маркетинговой деятельности в Норвегии. Со временем производственная линейка пополнилась воздуховодами прямоугольного сечения, и начался экспорт в другие европейские страны.

### XX век
1970-е и 1980-е гг. 

Международная экспансия Systemair началась с открытия торговой организации в Финляндии. В 1980-х мировое шествие компании продолжилось на рынке Дании. В 1981 г. Systemair начала экспортировать свою продукцию в США, используя в качестве посредника компанию RB Kanalflakt, расположенную в Сарасоте (штат Флорида). В конце 1980-х норвежская торговая компания Jolin стала очередным выгодным приобретением.
1990—2000 гг. 

В 1992 г., после приобретения Frico International, в то время зарегистрированной на Стокгольмской фондовой бирже, компания существенно расширилась. Благодаря этому слиянию производственная линейка компании пополнилась тепловентиляторами и воздушными завесами. В конце 1990-х было принято решение отказаться от схемы, при которой использовались как собственные, так и внешние посредники, и продавать продукцию через дочерние предприятия, находящиеся в 100%-ном владении компании. В 1997 г. в Москве открылось представительство Systemair. В 1995-м Systemair приобрела канадскую Environment Air, занимавшуюся производством теплообменников и также являвшейся клиентом компании. В 1996 г. компания приняла эстафету производственного подразделения в Буктуше (Канада), производившего преимущественно бытовые туннельные вентиляторы и теплообменники для Северной Америки. В 1997 г. компания приобрела французскую торговую организацию SCIE Systemair, позже этим именем стала называться вся группа.
За финансовый год 1998—1999 Systemair приобрела шведскую Europair в г. Содерталье, занимающейся разработкой и продажей воздухораспределителей и лепестковых воздушных клапанов. В том же году Systemair приобрела немецкую компанию LTI Lüftungstechnik (Виндишбух, Германия), в том числе производственные мощности и филиалы в Польше, Англии и Сингапуре. Эта компания стала главным производственным предприятием и дистрибьюторским центром в логистической системе Systemair. Компания производит и продаёт вентиляционное оборудование, предназначенное как для внутреннего, так и для внешних рынков. Systemair также стала владелицей французской компании Sertim, занимающейся производством электронагревателей.
Приобретение торговой организации в Эстонии, а также её филиала в Латвии. В том же году в Шанхае открылось представительство компании.

### XXI век
2000—2001 гг. 

В период 2000—2001 гг. в Скинскаттеберге был построен дистрибьюторский центр, существенно улучшивший процесс дистрибуции продуктов. Кроме того, в Скинскаттеберге было сделано значительное капиталовложение в технологическое оборудование, что позволило увеличить мощности для штампования, обрезки и форминга листового металла. Благодаря приобретению датской Danvent ассортимент продукции пополнился  воздухообрабатывающими агрегатами, предназначенными для больших зданий. Systemair приобрела 75 % торговой организации UAB Alitas (Литва) и открыла собственную торговую компанию в Турции.
2001—2002 гг. 

Systemair приобрела VEAB Heat Tech (г. Хасслхольм), ведущего производителя канальных нагревателей и тепловентиляторов, а также производителя воздухообрабатывающих агрегатов Auranor Aggregater (Эйдсволл, Норвегия). Среди других приобретений — австрийская торговая компания и британский Phoenix Components, занимающийся производством и продажей воздушных завес под брендом Shearflow. В Гонконге, Венгрии и Ирландии открылись новые торговые компании.
2002—2003 гг. 

Systemair приобрела торговую организацию Meidijk Ventilatietechniek в Нидерландах. Для расширения производства в Швеции Systemair приобрела дополнительное помещение площадью приблизительно 26 000 м² в г. Скиннскаттеберге. Здесь же открылся новый научно-исследовательский центр с лабораторией, аккредитованной в AMCA, для измерения воздушного потока, коэффициента полезного действия, электробезопасности и акустических характеристик. Центральная Лаборатория в Швеции по сегодняшний день является одной из ведущих в Европе.
2003—2004 гг. 

В 2004 г. была приобретена британская компания Fans & Spares, занимающаяся дистрибуцией вентиляторов и вентиляционных устройств в девяти филиалах Великобритании и имеющая более чем 50-летний опыт в данной отрасли. Также в этот период был приобретён немецкий производитель тепловых завес Gelu, швейцарский дистрибьютор Antlia, в Бельгии открылась торговая компания, а в норвежском г. Эйдсволл построен новый оптовый магазин.
2004—2005 гг. 

Компания открыла новые торговые организации в Южной Африке, Румынии и Нидерландах. Продана норвежская компания Pyrox - производитель воздушных завес. Весной 2005 г. Systemair открыла производственное предприятие в г. Укмерге (Литва), к которому перешло производство бытовых вентиляционных агрегатов с теплоутилизатором от производственного подразделения Systemair в Норвегии.
2005—2006 гг. 

В ноябре 2005 г. в ассортимент решено добавить системы противопожарной вентиляции. Для этих целей приобретается копания Marvent (Словения), специализирующаяся на высокотемпературных вентиляторах. В декабре этого же года приобретена португальская торговая компания Multiventilacao, занимающаяся продажей вентиляционных и холодильных устройств. Systemair открыла торговый офис в Объединённых Арабских Эмиратах и Испании, а также представительство в Индии. В Швеции Ernst & Young назвала президента Systemair господина Геральда Энгстрема «Предпринимателем года».
2006—2007 гг. 

В августе 2006 г. Systemair открыла представительство в Китае, на этот раз в Пекине; в сентябре приобретена австрийская торговая компания Altexa. В 2007 г. Systemair приобрела активы Matthew & Yates (Великобритания), ведущего производителя осевых вентиляторов (в том числе и для туннельной вентиляции) и словацкую компанию Imos, занимающуюся производством воздухораспределительных устройств.
2007—2008 гг. 

Systemair была награждена премией Major Export Award, преподнесённой Его Величеством королём Швеции Карлом XVI Густавом. 
На протяжении нескольких лет компания регулярно награждалась премией Major Export Award от Торгово-промышленного совета Швеции. В мае 2007-го Systemair была названа лучшей экспортной компанией благодаря высокой рентабельности и стабильному росту на внешних рынках, а президент Systemair  стал «Предпринимателем года». 
В 2007 году компания Systemair вышла на Стокгольмскую биржу (NASDAQ OMX Stockholm exchange).
В июне 2007 г. Systemair приобрела активы испанской компании Koolclima, занимающейся производством и продажей и воздухообрабатывающих агрегатов.
2010—2011 гг. 

В 2011 году владелец компании Геральд Энгстрем был удостоен высочайшей награды Швеции – Королевской медали за выдающийся вклад в развитие бизнеса.
Systemair осуществляет ряд приобретений в Европе для усиления своих позиций: компания Foko в Польше, компания VKV в Чехии, вентиляционная компания Rucon в Нидерландах, DTTermo в Сербии и Черногории, Frivent в Германии и другие компании в Эстонии и Словакии.
2011—2013 гг. 

В 2011 году Systemair решает открыть продажи напрямую в России. Компания приобретает одного из своих дистрибьюторов в России - компанию Ventrade с развитой филиальной сетью - и на её базе строит Systemair Russia.
В 2011 Systemair решает расширить ассортимент и приобретает завод Airwell в Италии, таким образом добавляя в модельный ряд Systemair холодильное оборудование, а именно чиллеры и тепловые насосы с воздушным и водяным охлаждением, бесконденсаторные чиллеры, ККБ (компрессорно-конденсаторные агрегаты) и отдельные гидравлические модули. 
Systemair продолжает увеличивать производственные мощности и усиливать свои позиции, приобретая крупного производителя воздухообрабатывающих агрегатов в Нидерландах - компании Holland Heating. Кроме того, покупается турецкий производитель агрегатов компания HSK, чей завод полностью обновляют и переоборудуют.
2013—2016 гг. 

Весной 2013 года были приобретены активы компании Menegra – немецкой компании с первоклассной репутацией, известной на российском рынке своими умными климатическими установками, в том числе и для бассейнов. Кроме ожидаемого роста объёмов продаж, новое приобретение привносит и технические ноу-хау в области вентиляции, которые могут быть использованы на других заводах в группе компаний. Ведь частью группы теперь стала компания с 30 летним опытом в области энергоэффективности, участник таких нестандартных проектов, как астрономическая обсерватория «ALMA» в пустыне Атакама (Чили) или полярная научно-исследовательская станция «Принцесса Элизабет» на Южном полюсе.
Для расширения ассортимента оборудования для систем кондиционирования приобретается второй завод Airwell во Франции.
Systemair активно инвестирует в собственные производственные мощности, расширяя их и постоянно обновляя. Значительная часть прибыли компании ежегодно вкладывается в научные исследования и разработки в области вентиляции и кондиционирования.

## Руководство и сотрудники
Основатель и владелец компании - Gerald Engström. Генеральный директор SEO - Roland Kasper. Финансовый директор — Anders Ulff. Директор по маркетингу — Fredrik Andersson.
Общее количество сотрудников около 6200 человек.

## Производство
27 собственных производственных предприятий Systemair общей площадью более 300 000 м² расположены в 20 странах мира. Три производственных предприятия Systemair находятся в Швеции, главное представительство — в г. Скиннскаттеберге. Другие производственные мощности расположены в Дании, Норвегии, Германии, Литве, Словении, Словакии, Чехии, Италии, Франции, Испании, Нидерландах, Индии, Турции, США и Канаде.
```
Скиннскаттеберг, Швеция - Основное производство
```

•Площадь участка: 95 000 м²
•Площадь помещений: 30 000 м2
•Год приобретения: 1981
•Количество сотрудников: 360 человек
В Скиннскаттеберге находится один из двух центральных складов компании и крупнейший завод, на котором в основном производятся вентиляторы и аксессуары для будущих заказов. Качество производственного процесса обеспечивается современным оборудованием и компьютерным программным обеспечением. На заводе расположены самые современные тестовые лаборатории, на которых измеряются технические данные продуктов компании.
```
Скинскаттеберг, Швеция - Klockargarden
```

•Площадь участка: 300 000 м²
•Площадь помещений: 20 000 м2
•Год приобретения: 2002
•Количество сотрудников: 50 человек
В Скиннскаттеберге находится вспомогательный завод, расположенный на территории компании Klockargårdens Företagsby, которая была приобретена в 2002 г. Здесь же находится главный склад Frico площадью почти 7 000 м². В 2005—2006 гг. Klockargarden подвергся реконструкции, и в настоящее время здесь располагается завод по производству компактных воздухообрабатывающих агрегатов Systemair.
```
Хесслехолм, Швеция - VEAB
```

•Площадь участка: 29 000 м²
•Площадь помещений: 10 000 м2
•Год приобретения: 2001
•Количество сотрудников: 90 человек
Завод в Хесслехолме производит канальные нагреватели и тепловентиляторы под брендом VEAB. Приблизительно 70 % продукции производится на заказ, а оставшаяся часть направляется на склад. В собственности компании находится достаточно большой земельный участок, который позволит увеличить размеры завода в Хасслхольме ещё на 11 000 м².
```
Эйдсволл, Норвегия
```

•Площадь участка: 17 000 м²
•Площадь помещений: 4 800 м2
•Год приобретения: 2001
•Количество сотрудников: 30 человек
Завод в Эйдсволле производит воздухообрабатывающие агрегаты для Норвегии и является главным дистрибьютором вентиляторов на этом рынке.
```
Хасселагер, Орхус, Дания
```

•Площадь участка: 25 000 м²
•Площадь помещений: 12 000 м², ещё 4 800 м² арендуется
•Год приобретения: 2000
•Количество сотрудников: 100 человек
Завод в Хасселагере производит большие воздухообрабатывающие агрегаты; вся продукция делается на заказ. С августа 2007 г. начала работу дополнительная автоматическая производственная линия, позволившая увеличить объём производства на 50-60 %.
```
Виндишбух, Германия
```

•Площадь участка: 41 000 м²
•Площадь помещений: 16 000 м²
•Год приобретения: 1998
•Количество сотрудников: 130 человек
Завод в Виндишбухе является вторым по величине заводом Systemair, здесь же находится одно из двух главных складских помещений компании. Завод специализируется на сборке вентиляторов, при этом большая часть продукции направляется на склад для обеспечения будущих заказов. Во второй половине 2006 г. площадь складского помещения на заводе увеличилась на 5 400 м².
```
Укмерге, Литва
```

•Площадь помещений: 3 600 м²
•Количество сотрудников: 60 человек
С осени 2005 г. Systemair арендует завод в Укмерге, производящий главным образом бытовые воздухообрабатывающие агрегаты, которые до этого производились в Норвегии.
```
Марибор, Словения
```

•Площадь участка: 10 000 м²
•Площадь помещений: 3 700 м²
•Год приобретения: 2005
•Количество сотрудников: 45 человек
Благодаря приобретению компании Marvent в 2005 г. собственностью Systemair стал завод в Мариборе, специализирующийся на производстве высокотемпературных вентиляторов для дымоудаления.
```
Буктуше, Канада
```

•Площадь участка: 300 000 м²
•Площадь помещений: 13 000 м²
•Год приобретения: 1995
•Количество сотрудников: 150 человек
Завод в Буктуше производит преимущественно бытовые канальные вентиляторы и теплообменники, предназначенные для рынка Северной Америки. Большая часть производимой продукции направляется на склад для обеспечения будущих заказов, однако определённое количество товаров производится под заказ.
```
Братислава, Словакия
```

•Площадь участка: 12 000 м²
•Площадь помещений: 4 800 м²
•Год приобретения: 2007
•Количество сотрудников: 150 человек
Благодаря приобретению компании Imos в 2007 г. собственностью Systemair стал завод в Братиславе, производящий воздухораспределители и противопожарные клапаны.
```
Мадрид, Испания
```

•Площадь помещений: 6 000 м²
•Количество сотрудников: 80 человек
С 2007 г., после приобретения компании Koolclima, Systemair арендует производственный завод в Мадриде, на котором производятся воздухообрабатывающие агрегаты.

## Торговые марки Systemair
Продукция группы продаётся главным образом под торговыми марками Systemair, Frico, Fantech и VEAB.
- Торговая марка Systemair представляет стандартизированную линейку вентиляционных устройств, разработанных преимущественно в Швеции, в том числе вентиляторы, вентиляционные решётки и вентиляционные системы (приточные и приточно-вытяжные агрегаты), канальные нагреватели, шумоглушители; при этом акцент сделан на упрощении монтажа.
- Frico специализируется на таких обогревательных системах, как воздушные завесы, тепловентиляторы, инфракрасные обогреватели.
- VEAB разрабатывает, производит и продаёт отопительные приборы для вентиляционных установок, вентиляционные нагреватели и осушители.
- Торговая марка Fantech используется в Северной Америке. Продукция включает канальные вентиляторы и другое вентиляционное оборудование, такое как вентиляционные агрегаты с утилизацией тепла для домов, предназначенных для проживания одной семьи.

## Исследования и разработка
В исследовательской группе работают более 60 инженеров и технических специалистов, занимающихся разработкой продукции, из них 20 человек заняты на главном заводе в Скинскаттеберге. В исследовательский центр инвестирован 1 млн евро. В центре есть акустическая камера с уровнем фонового шума ниже 10-15 дБ. Также здесь находится климатическая камера, в которой моделируются температуры наружного воздуха до −20 °C. Исследовательский центр аккредитован AMCA (Air Movement and Control Association International, Inc) для измерения воздушных и акустических характеристик.

## Деятельность в России
В 1997 г. в Москве открылось официальное Представительство Systemair. На территории России и СНГ продажи осуществляются через сеть официальных дистрибьюторов до 2011 года.
В 2011 году для увеличения доли продукции Systemair в России, был приобретён один из дистрибьюторов с развитой филиальной сетью — ООО «Вентрейд» (Ventrade), на базе которого строится Systemair Russia.